# Красный посев
«Красный посев» (англ. The Red Sowing) — седьмой и предпоследний эпизод второго сезона фэнтезийного драматического телесериала «Дом Дракона», приквела «Игры престолов». Сценарий к эпизоду написал Дэвид Хэнкок, а его режиссёром стал Лони Перистир. Премьера эпизода состоялась на HBO и Max 28 июля 2024 года.

## Сюжет

### В Дрифтмарке
На пляже Рейнира сталкивается с Аддамом из Халла, новым всадником Морского Тумана. Аддам преклоняет колени и клянется в верности Рейнире. Когда она спрашивает его о его происхождении, он утаивает, что Корлис Веларион — его отец, чтобы скрыть свою потенциальную валирийскую родословную.

### В Королевской Гавани и Богороще
Великий мейстер Орвил лечит незначительную рану на руке Алисенты, полученную во время недавнего бунта. Подавленная тем, что её исключили из Малого совета, Алисента ищет утешения в Королевском лесу, взяв с собой королевского гвардейца, сира Рикарда Торна, для защиты и помощи. Алисента говорит, что, возможно, никогда не вернётся в Королевскую Гавань. Они разбивают лагерь, и Алисента проводит время, плавая в озере.
Во внутреннем дворе с двух королевских гвардейцев срывают белые плащи, и их приговаривают к ссылке на Стену, якобы за подстрекательство к беспорядкам. Пока Ларис наблюдает за происходящим, лорд Джаспер Уайлд приближается, чтобы сообщить, что у Морского Тумана появился новый неизвестный всадник. Ларис предлагает Джасперу не рассказывать об этом Эймонду. Вопреки совету Орвила о том, что Эйгону нужно больше отдыхать, Ларис подталкивает его ускорить выздоровление короля, несмотря на то, что физическая нагрузка вызывает сильную боль.

### В Долине
Рейна и сыновья Рейниры, Эйгон Младший и Визерис, покидают Орлиное Гнездо, чтобы отправиться в Пентос. Рейна тайно покидает группу, чтобы выследить дикого дракона.

### В Харренхоле
Лорд Оскар Талли, новый верховный лорд Трезубца, встречается с другими Речными лордами. Он намерен выполнить клятву своего покойного деда, данную Рейнире как наследнице Визериса, и предлагает Деймону свою верность. Другие Речные лорды сомневаются в лидерских способностях юного Оскара и презирают Деймона за то, что он допустил военные преступления против Дома Бракенов. Чтобы расположить к себе Речных лордов, Оскар требует, чтобы Деймон вершил правосудие. Деймон соглашается и казнит сира Уиллема Блэквуда. Позже Деймон переживает ещё одно видение Визериса, который спрашивает, действительно ли Деймон хочет корону и её бремя.

### На Драконьем Камне
Мисария говорит Рейнире, что вместо того, чтобы исследовать знатные дома в поисках дальних потомков Таргариенов, лучше поискать в Королевской Гавани незаконнорожденных отпрысков дракона с более крепкими кровными узами. Рейнира соглашается, но Джекейрис оспаривает её решение, утверждая, что незаконнорожденные всадники драконов могут угрожать легитимности Таргариенов и его собственному престолонаследию, и раскрывает Рейнире, что он знает, что сир Харвин Стронг был его биологическим отцом. Она отвечает, что незаконнорожденные всадники на драконах заслуживают уважения. Корлис поручает Алину доставить сообщение Элинде в Королевскую Гавань. Корлис спрашивает Алина, не хотел бы он заполучить дракона, как его брат, но Алин отказывается.

### В Королевской Гавани
Элинда получает инструкции от Мисарии о том, где найти бастардов Таргариенов, и слух об этом распространяется по всему городу. В таверне двое мужчин уговаривают Ульфа, который часто хвастался своим происхождением из династии Таргариенов, присоединиться к другим отпрыскам дракона, направляющимся к Драконьему Камню. Ульф неохотно идёт на это из-за травмы ноги и сомнений в заявлениях своей матери. Хью Молот, оплакивающий смерть своей больной дочери, говорит своей жене Кэт, что хочет отправиться на Драконий Камень, утверждая, что его мать была Таргариеном, работавшей в доме удовольствий, и приходилась тётей Визерису и Деймону. Несколько десятков бастардов Таргариенов садятся на лодки, организованные Алином, и отправляются в путь к Драконьему Камню.

### На Драконьем Камне
Когда Рейнира приветствует отпрысков дракона, хранители драконов осуждают её решение доверить драконов простым людям, а затем уходят. Рейнира призывает Вермитора. Отпрыск дракона, Серебряный Денис, первым выходит вперёд и пытается завладеть драконом, но дракон сжигает его насмерть и обрушивает яростную атаку, убивая ещё десятки людей. Поначалу избегая драконьего огня, Хью встаёт между женщиной и лицом к лицу сталкивается с Вермитором, что заставляет дракона принять его в качестве своего всадника. Избежав нападения Вермитора, Ульф убегает в пещеры и по незнанию попадает в логово Среброкрылой. Она просыпается, но остаётся послушной и быстро принимает его как своего всадника.

### От Королевской Гавани до Драконьего Камня
Во время заседания Малого Совета Джаспер сообщает, что принц Дейрон Таргариен и его дракон Тессарион почти готовы присоединиться к войне. Встреча прерывается, когда Ульф верхом на Среброкрылой пролетает над Королевской Гаванью. Эймонд устремляется к Вхагар и преследует их на ней до Драконьего Камня. Однако он быстро отступает, увидев трёх взрослых драконов — Сиракс, Вермитора и Среброкрылую, — у которых теперь есть всадники, а Рейнира наблюдает за ними.

## Производство

### Сценарий и съёмки
Сценарий к «Красному посеву» написал Дэвид Хэнкок, а его режиссёром стал исполнительный продюсер Лони Перистир. Это вторая сценарная работа Хэнкока в сериале после эпизода «Горящая мельница», а для Перистира это стало первой режиссёрской работой в сериале. Название эпизода отсылает к событию под названием «Красный посев», во время которого несколько низкорожденных бастардов Таргариенов (называемых «отпрысками дракона») завладели драконами и присоединились к Чёрным.
Говоря об Ульфе Белом и его сценах в этом эпизоде, актёр Том Беннетт сказал, как отметил Джеймс Хибберд в «The Hollywood Reporter»: «Он думает: „Многие из этих людей больше похожи на Таргариенов, чем я“. … Меня зовут Ульф Белый, но у меня более серый цвет с проседью. И начинается паника. Наступает момент, когда вы распространяете эту ложь ради бесплатной пинты „Гиннесса“, и теперь вы должны появиться, а там стоит чертовски большой дракон».

### Кастинг
В эпизоде появились Мэтт Смит, Эмма Д’Арси, Оливия Кук, Стив Туссэн, Соноя Мидзуно, Мэттью Нидэм, Том Глинн-Карни, Юэн Митчелл, Гарри Коллетт, Бетани Антония, Фиби Кэмпбелл, Курт Эгьяван, Абубакар Салим, Клинтон Либерти, Киран Бью, Эллора Торчия, Том Беннетт и Саймон Расселл Бил. Пэдди Консидин вновь появился в качестве приглашённой звезды в роли короля Визериса Таргариена, появившись до этого в предыдущем эпизоде.
Этот эпизод подчёркивает финальное появление повторяющегося персонажа Уиллема Блэквуда (Джек Парри-Джонс).

## Реакция

### Реакция критиков

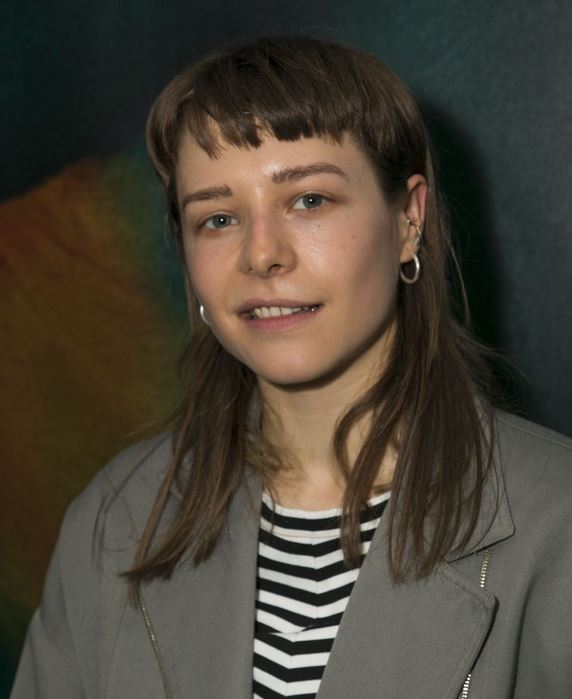
Выступление Эммы Д’Арси в эпизоде удостоилось похвалы от критиков.

Эпизод получил очень положительные отзывы от критиков. На сайте Rotten Tomatoes эпизод имеет рейтинг 92% на основе 13 отзывов, со средним рейтингом 8,2/10.
Хелен О’Хара из IGN поставила эпизоду «потрясающую» оценку в 9 баллов из 10, похвалив его как «эпизод с динамикой, драматизмом и последствиями, [который] расставляет всё по местам для грандиозного финала». Кэти Долл из CBR и Карли Лэйн из Collider поставили ему 8 баллов из 10, причём первая назвала его «фантастическим телевизионным произведением». Долл также выделила развитие персонажа Лариса и характеризацию Оскара Талли в качестве выдающихся элементов эпизода. Более того, Кэйли Дрэй из The A.V. Club поставила эпизоду оценку «А», в то время как Прома Хосла из IndieWire поставил ему оценку «В», высоко оценив музыку Джавади, операторскую работу Чернюла и визуальные эффекты. Аналогичным образом Сантану Дас из «Hindustan Times» поддержал мнение Хослы, похвалив музыку и операторскую работа.
Эпизод также получил оценку 4 из 5 звёзд от Дэвида Кроу из Den of Geek, Джеймса Ханта из Screen Rant и Хейли Уитмайр Уайт из TV Fanatic. Хант назвал его «одной из самых сильных частей сезона, которая даёт ощущение импульса к завершению сезона» и похвалил историю Деймона с Речными лордами. Молли Эдвардс из GamesRadar+ оценила эпизод на 3,5 балла из 5 и написала в своём вердикте: «Не такой взрывной, как традиционный предпоследний эпизод, но [он], безусловно, привносит огонь и кровь с его жестоким драконьим экшеном – и создаёт основу для того, что должно стать эпическим финалом».
Похвалы от критиков удостоилась игра актёров, в частности игра Д’Арси, Кук, Коллетта и Арчи Барнса. И Джеймс Хант, и Кэйли Дрэй назвали игру Д’Арси «блестящей», при этом Хант также отметил: «Большая похвала также должна быть отдана Коллетту, который в этот раз превзошёл себя, сыграв Джейса». Молли Эдвардс сказала о Кук, что она «превосходно изобразила глубоко спрятанное горе Алисенты». Сюжетная линия, включающая в себя притязания на Вермитора и Среброкрылую, а также их сцены с Ульфом и Хью, удостоилась большой похвалы, причём Карли Лэйн назвала её «одной из лучших сцен во всём сериале на сегодняшний день». Кроме того, финальный кадр также был удостоен похвалы от нескольких критиков.